# David Brinkley
David McClure Brinkley (10 de juliol de 1920 - 11 de juny de 2003) va ser un periodista estatunidenc de NBC i ABC en actiu de 1943 a 1997.
Entre el 1956 i el 1970, va presentar el programa de notícies nocturnes més destacat de la NBC, The Huntley–Brinkley Report, amb Chet Huntley i, després, va aparèixer com a presentador o comentarista del seu successor, NBC Nightly News, fins als anys 70. A la dècada de 1980 i 1990, Brinkley va ser amfitrió del popular programa dominical This Week with David Brinkley amb David Brinkley i principal comentarista sobre la cobertura nocturna de les eleccions per a ABC News. Al llarg de la seva carrera, Brinkley va rebre deu premis Emmy, tres premis Peabody i la Medalla Presidencial de la Llibertat.
Ha escrit tres llibres, inclòs el best-seller de 1988 Washington Goes to War sobre com la Segona Guerra Mundial va transformar la capital del país. Aquesta història social es basava en gran part en les seves pròpies observacions com a jove periodista a la ciutat.

## Primers anys
Brinkley va néixer a Wilmington (Carolina del Nord) i era el més petit dels cinc fills del matrimoni format per William Graham Brinkley i Mary MacDonald (née West) Brinkley. Va començar a escriure al diari local Wilmington Morning Star mentre estudiava al New Hanover High School. Va estudiar a la Universitat de Carolina del Nord a Chapel Hill, a la Universitat Emory, i a la Universitat Vanderbilt, abans d'entrar a servir a l'Exèrcit dels Estats Units d'Amèrica en 1940. Després d'una licència mèdica, va treballar per a United Press International en nombroses de les seves oficines del Sud. En 1943 es va traslladar a Washington, D.C. buscant un treball a la ràdio de CBS News. En lloc d'això, va ocupar un treball a NBC News, es va convertir en el seu corresponsal a la Casa Blanca i amb el temps va començar a aparèixer a la televisió.

## Carrera
En 1952 Brinkley va començar a proporcionar reportatges de Washington al programa informatiu vespertí de NBC Television, Camel News Caravan (el nom canviaria amb el pas del temps), presentat per John Cameron Swayze. En 1956 els executius de NBC News van considerar diverses possibilitats per presentar la cobertura de la xarxa de les convencions polítiques demòcrates i republicanes, i quan l'executiu J. Davidson Taylor va suggerir combinar dos periodistes (tenia al cap Bill Henry i Ray Scherer), el productor Reuven Frank, que preferia Brinkley, i el director de notícies de la NBC, Joseph Meyers, que va preferia Chet Huntley, va proposar combinar Huntley i Brinkley. La direcció de NBC va consentir, però tenien tan poca confiança en l'equip que van esperar dos mesos per anunciar-ho. La seva preocupació va resultar infundada.
La parella va funcionar tan bé que el 29 d'octubre de 1956 els dos van assumir el programa informatiu nocturn emblemàtic de NBC, amb Huntley a Nova York i Brinkley a Washington, D.C., per al recentment batejat Huntley–Brinkley Report. L'enginy sec de Brinkley compensava el to greu establert per Huntley, i el programa es va mostrar popular entre el públic desconcertat pel to incessantment seriós de les notícies de la CBS d'aquella època. La capacitat de Brinkley d'escriure d'oïda amb frases simples i declaratives va guanyar-li reputació com un dels escriptors amb més talent del mitjà, i les seves connexions a Washington van portar a Roger Mudd del CBS a observar: "Brinkley, de tots els nois de la televisió aquí, probablement té el millor sentit de la ciutat: entén millor els seus estats d'ànim i la seva mentalitat. Coneix Washington i coneix la gent." La majoria de vegades descrit com a "irònic ", Brinkley va suggerir una vegada a l'aire que la millor manera de resoldre la controvèrsia sobre si canviar el nom de presa Boulder a "presa Hoover" era fer que l'expresident Herbert Hoover canviés el seu nom per "Herbert Boulder".
Un altre exemple de la ironia de Brinkley es va evidenciar a la tercera nit de la famosa convenció demòcrata de Chicago de 1968. Després dels abusos continus dels corresponsals de la NBC realitzats al sòl de la convenció, és a dir, la interferència i l'ombra del personal dels mitjans de comunicació per part dels partidaris de Hubert Humphrey, presumiblement amb connexions amb el cap polític Richard J. Daley, Brinkley va criticar la suposada interferència de Daley en la llibertat de premsa després de la tempestuosa candidatura del senador Abraham Ribicoff a George McGovern. Potser en resposta a una sol·licitud d'objectivitat de la sala de control i al·lusió a la negativa de Daley a ser entrevistat per John Chancellor de NBC al vespre, es va escoltar Brinkley sobre el soroll de la manifestació de McGovern dient: "L'alcalde Daley ha tingut la seva oportunitat!" (és a dir, "ara dona-li la seva a la gent de McGovern").

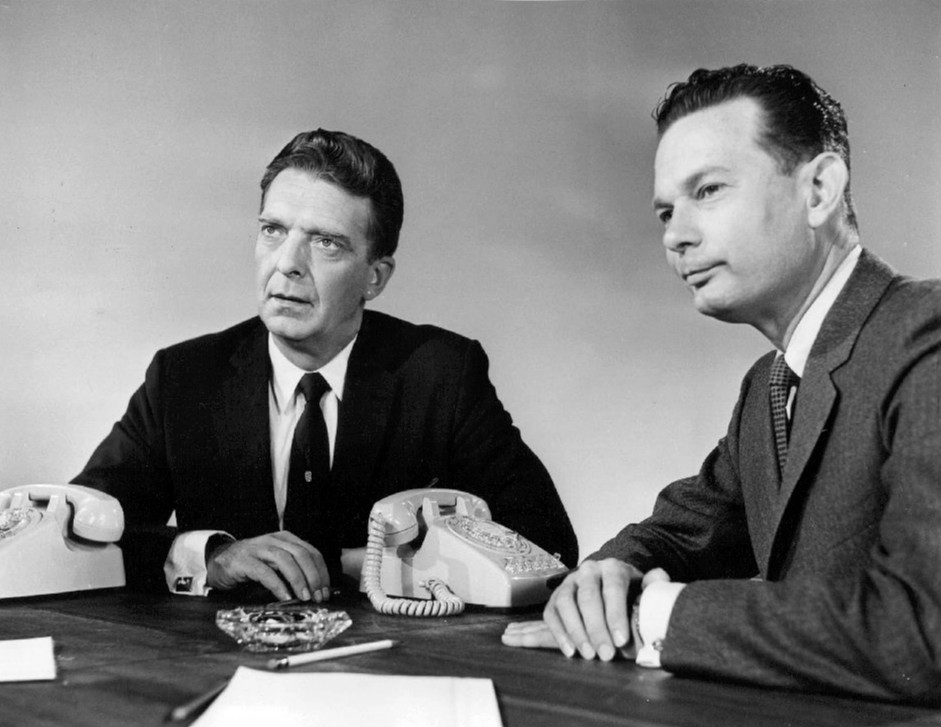
Chet Huntley i David Brinkley

La salutació nocturna de Huntley i Brinkley, "Bona nit, Chet", entonava Brinkley; "Bona nit, David", responia Huntley, va entrar en l'ús popular i va ser seguida pel començament del segon moviment de la 9a Simfonia de Beethoven a mesura que apareixien els crèdits del programa. The Huntley–Brinkley Report va ser el programa de televisió més popular dels Estats Units fins que va ser superat, a finals dels anys seixanta, pel CBS Evening News, dirigit per Walter Cronkite. Brinkley i el seu company van guanyar tanta celebritat que Brinkley es va veure obligat a reduir els seus informes sobre Hubert Humphrey a les primàries de Virgínia Occidental del 1960, perquè els virginians occidentals estaven més interessats a conèixer Brinkley que al candidat. De 1961 a 1963 Brinkley va dirigir un magazín de notícies prime time, David Brinkley's Journal. Produït per Ted Yates, va guanyar un Premi Peabody i dos Premis Emmy.
Quan Huntley es va retirar del programa el 1970, el programa de notícies del vespre va ser rebatejat com a NBC Nightly News (utilitzant encara els sufixos dels cognoms de Huntley i Brinkley a favor de la continuïtat), i Brinkley va presentar l'emissió amb John Chancellor i Frank McGee. El 1971 Chancellor va ser nomenat presentador únic i Brinkley es va convertir en el comentarista del programa, oferint perspectives de tres minuts diverses vegades a la setmana sota una reedició del títol anterior, David Brinkley's Journal. Tanmateix el 1976, NBC va decidir reactivar el format de doble presentador i Brinkley va tornar al taulell de Washington per a la cadena fins a l'octubre de 1979. Però els primers anys de Nightly News mai no van assolir la popularitat de Huntley-Brinkley Report, i cap de diversos magazins de notícies presentats per Brinkley durant els anys setanta van tenir èxit. Un infeliç Brinkley va deixar NBC el 1981; NBC Magazine va ser el seu últim programa per a aquesta cadena.
Gairebé immediatament, a Brinkley li van oferir feina a ABC. El president d'ABC News, Roone Arledge, volia substituir el programa de notícies de diumenge del matí d'ABC, Issues and Answers, que sempre havia quedat molt per darrere de Face the Nation de la CBS i Meet the Press de la NBC. Brinkley va acceptar la feina i el 1981 va començar a presentar This Week with David Brinkley. This Week va revolucionar el format de notícies de diumenge al matí, que no sols va tenir diversos corresponsals entrevistant a periodistes convidats, sinó que concloia amb una taula rodona. El format va tenir un gran èxit i va ser aviat imitat pels rivals de l'ABC, NBC i CBS, i va generar nous programes originaris tant nacionals com d'emissores locals.
Durant un breu període després que el presentador de World News Tonight a WashingtonFrank Reynolds li fos diagnosticafs l'hepatitis que finalment va acabar amb la seva vida el 20 de juliol de 1983, Brinkley fou nomenat substitut de Reynolds de Washington. Aquest arranjament va durar fins al 4 de juliol quan fou nomenat com a successor de Reynolds Peter Jennings, corresponsal a Londres.
Com a part de la commemoració d'ABC de la Segona Guerra Mundial, Brinkley i la divisió News van produir l'especial The Battle of the Bulge: 50 Years On, amb Brinkley hostatjant i entrevistantsupervivents de la batalla, aliats i de l'eix. L'especial, que fou emès pel Nadal de 1994, va ser aclamat per la crítica i un èxit d'audiència.

## Retirada
Dies abans d'anunciar la seva retirada de la cobertura periòdica de notícies, Brinkley va cometre un greu error a en antena durant la tarda de les eleccions presidencials dels Estats Units de 1996, en un moment en què creia que estava en publicitat. Un dels seus col·legues li va preguntar què pensava sobre les perspectives de reelecció de Bill Clinton. Ell titllar Clinton d'"avorrit" i va afegir: "Els propers quatre anys estaran plens de paraules i de músiques molt boniques i un munt de maleïdes bajanades!" Un del seu equip va assenyalar que encara estaven en antena. Brinkley va dir: "De debò? Bé, me'n vaig de totes maneres!" Brinkley va oferir una disculpa a Clinton durant una entrevista individual a la setmana més o menys.
L'última emissió de Brinkley com a presentador de This Week va ser el 10 de novembre de 1996, però va continuar aportant breus comentaris per al programa fins al 1997. Després es va retirar de la televisió. Havia estat periodista durant més de cinquanta anys i havia estat presentador d'un programa de televisió nacional diari o setmanal durant poc més de quaranta anys. La seva carrera es va estendre des de finals de l'època de la ràdio fins a l'edat d'internet.
A més dels seus deu Emmys i tres Peabodys, Brinkley també va rebre el Premi Alfred I. duPont–Columbia University en 1958. En 1982 va rebre el Premi Paul White per la seva carrera de la Radio Television Digital News Association. En 1988 fou introduït al Television Hall of Fame. En 1992 el president George H. W. Bush li va atorgar la Medalla Presidencial de la Llibertat, el màxim honor civil de la nació. Bush el va anomenar "el major estatista del periodisme de difusió", però Brinkley era molt més humil. En una entrevista del 1992, va dir: "La major part de la meva vida, simplement he estat un reporter que cobria esdeveniments i escrivia i parlava sobre ells".
Brinkley és el pare de l'historiador i antic professor de la Universitat de Colúmbia Alan Brinkley i del guanyador del Pulitzer i professor de periodisme a Stanford Joel Brinkley.

## Mort
Brinkley va morir el 2003 a la seva llar a Houston per complicacions de la caiguda que va patir a la seva casa de vacances a Jackson Hole, Wyoming, segons el seu fill, John Brinkley. El seu cos està enterrat al cementiri d'Oakdale a Wilmington (Carolina del Nord).

## Carrera a la televisió
- 1951–1956 Camel News Caravan (corresponsal)
- 1956–1970 NBC News/The Huntley–Brinkley Report
- 1961–1963 David Brinkley's Journal, produït per Ted Yates,
- 1971–1976 NBC Nightly News (comentarista)
- 1976–1979 NBC Nightly News (copresentador)
- 1980–1981 NBC Magazine with David Brinkley
- 1981–1996 This Week with David Brinkley
- 1981–1998 ABC World News Tonight (comentarista)
- 1991 Pearl Harbor: Two Hours That Changed The World with David Brinkley (50th anniversary)[13]
- 1994 David Brinkley Reports: The Battle of the Bulge; 50 Years On